# Jaroslav Karhan
Jaroslav Karhan (3. března 1920 – 12. května 2013) byl český a československý politik Komunistické strany Československa a poúnorový poslanec Národního shromáždění ČSSR, Sněmovny lidu Federálního shromáždění a České národní rady.

## Biografie
Narodil se do rodiny zemědělce a po vystudování zemědělské školy v Přerově mezi lety 1936–1956 hospodařil na statku svého otce jako soukromý zemědělec. V roce 1956 spoluzakládal Jednotné zemědělské družstvo v Henčlově a stal se jeho prvním předsedou. V letech 1946–1948 se politicky angažoval v národněsocialistické straně a poté byl až do roku 1961 bezpartijní. V roce 1962 se stal členem KSČ, kde se profiloval jako odborník na zemědělství. V letech 1960–1964 byl členem KNV v Ostravě. Byl hodnocen jako skvělý zemědělský pracovník a oceňován různými řády, např. v roce 1956 dostal odznak a titul Nejlepší pracovník ministerstva zemědělství. Ve funkci předsedy zemědělského družstva byl znám svými inovátorskými metodami. JZD Henčlov bylo pod jeho vedením vyznamenáno Řádem práce a v roce 1962 Rudým praporem ministerstva zemědělství, vodního a lesního hospodářství.
Ve volbách roku 1964 byl zvolen za KSČ do Národního shromáždění ČSSR za Severomoravský kraj. V Národním shromáždění zasedal až do konce volebního období parlamentu v roce 1968.
K roku 1968 se profesně uvádí jako předseda Ústředního výboru Československého svazu družstevních rolníků z obvodu Kojetín. Od listopadu 1968 do září 1969 byl členem Byra Ústředního výboru Komunistické strany Československa pro řízení stranické práce v českých zemích. V březnu 1969 se uvádí jako stoupenec progresivních metod řízení zemědělství a reformního křídla. Členem strany byl od roku 1962 a působil jako předseda JZD. Podporoval Dubčekovu politiku a v souvislosti s výměnou stranické legitimace rezignoval roku 1970 na funkci předsedy ústředního výboru Českého svazu družstevních rolníků. Poté se stáhl z veřejného života.
Po federalizaci Československa usedl roku 1969 do Sněmovny lidu Federálního shromáždění (volební obvod Kojetín), kde setrval do konce volebního období parlamentu, tedy do voleb roku 1971. Ve stejné době zasedal i v České národní radě.